# شريان طبلي سفلي
شريان طبلي سفلي (بالإنجليزية: Inferior tympanic artery)‏ هو شريان يتفرعُ من شريان بلعومي صاعد. هو فرع صغير من الشريان البلعي الصاعد يمر من خلال قناة الطبل السمعي إلى جانب فرع الطبل السمعي للعصب اللساني البلعي (العصب التاسع) ليصل ويوفر الإمداد الشرياني للجدار الوسطي للتجويف الطبلي. حيث يشكل اتصالات دموية مع الشرايين الطبلية الأخرى.

## الأهمية السريرية
في حالة غياب أو تطور غير كامل للشريان السباتي الرقبي الداخلي، يمكن للشريان الطبلي السفلي أن يوفر دورة دموية تعويضية للشريان السباتي الرقبي الداخلي من خلال عكس تدفق الشريان السباتي الطبلي (الشريان الجنيني الشوكي). وقد يؤدي ذلك إلى حدوث طنين نبضي. ويمكن أن يتسبب الشريان السباتي الخاطئ الناجم عن هذا التدفق في إظهار ورم على الصور المقطعية المحوسبة (CT).